# Borki Kosy
Borki Kosy (zapisywane także jako Borki-Kosy) – przystanek kolejowy w Borkach-Paduchach, w województwie mazowieckim, w Polsce.

## Ruch pasażerski[2]
| Rok  | Wymiana pasażerska na dobę |
| ---- | -------------------------- |
| 2017 | 300-499                    |
| 2018 | 300-499                    |
| 2019 | 200-299                    |
| 2020 | 100-149                    |
| 2021 | 200-299                    |
| 2022 | 300-499                    |
| 2023 | 300-499                    |

## Połączenia bezpośrednie
- Łuków
- Siedlce
- Warszawa Zachodnia (3 kursy)